# Il cacciatore (romanzo)
Il cacciatore è un romanzo di Carlo Cassola, pubblicato da Einaudi nella collana «Supercoralli» il 23 ottobre 1964 e riporta in sovracoperta Paesaggio toscano di Ben Nicholson.

## Trama

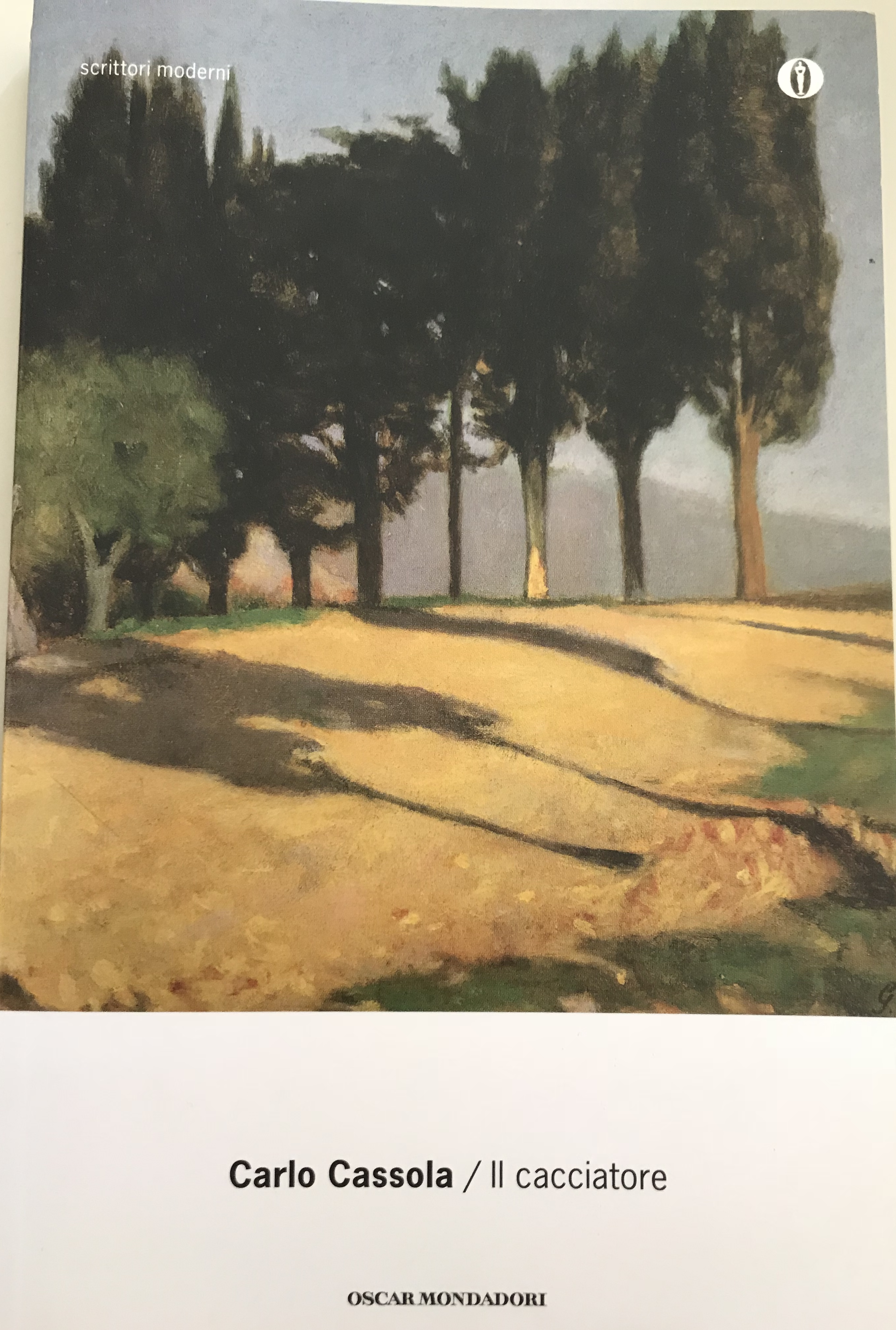

Questo libro è ambientato nelle campagne Toscane, più precisamente tra Cecina e Bolgheri, durante gli anni della prima guerra mondiale. La vicenda vede come protagonista femminile Nelly, giovane ragazza orfana di padre e con madre rigida e distaccata, ma di ceto sociale medio.
Come protagonista maschile Alfredo, giovane cacciatore di carattere chiuso e nomade. Nelly è sempre stata attratta da Alfredo, soprattutto dopo la partenza di Andrea, che è stato il suo primo amore, uno di quegli amori giovanili ed innocenti. Nelly va spesso nel bar dei genitori di Irene e Ivana, sue due uniche amiche, anche se negli ultimi tempi è sempre timorosa di imbattersi in Remo, il loro fratello maggiore, visto il suo carattere impulsivo e violento. Remo avrebbe voluto avere Nelly, ma lei lo rifiutava sempre e divincolandosi scappava via quando lui si faceva insistente. Nelly svolgeva tutte le faccende di casa e, nonostante il suo ceto più elevato, avrebbe voluto essere una contadina, partecipare alle loro feste e vestirsi come loro. Sua madre era molto rigida e ad ogni sua richiesta rispondeva in maniera secca e decisa. Quando al cugino Michele fu concessa la licenza per tornare a casa dalla guerra per una settimana, la mamma di Nelly la obbliga ad uscirci e ad accoglierlo nei migliori dei modi. I due fanno quindi una passeggiata e sedendosi in un prato iniziano a parlare. Lui confessa di non avere mai avuto un’amata e in quel momento cerca di baciarla, lei si concede sia per pena che per non risultare sgarbata. Al rientro a casa la madre, percependo un certo distacco della figlia, scopre dell’accaduto e la insulta. I giorni seguenti Nelly inizia a vedersi con Alfredo, che cacciava in quelle zone, ma a malapena si lasciava baciare e lui si stufa e la lascia. Quando la madre, preoccupata per la scomparsa in guerra del nipote, si reca a Bibbona per informarsi sul suo conto, Alfredo approfitta della situazione passando una notte con Nelly in casa sua. Da quella sera i due non si rivedranno più, perché Alfredo non è assolutamente intenzionato a costruire una famiglia con Nelly nonostante l’abbia lasciata incinta.
Nei mesi seguenti Nelly si isola completamente rinchiudendosi in casa e il rapporto con la madre migliora solamente quando ritrova Michele, che era stato imprigionato. Solo Ivana resta vicina a Nelly e va a trovarla. Ivana cerca anche di far ragionare Alfredo ma visti gli scarsi risultati decide di comunicare la situazione a sua madre, ma neppure lei è in grado di convincere il figlio.
Alfredo viene poi inviato in un’altra città all’81º deposito dove svolge lavori di ufficio per la guerra e incontra un amico, Gino. Durante il suo soggiorno ripensa alla situazione con Nelly e si trova in dubbio sull’inviarle una lettera. Nel frattempo il figlio di Nelly viene alla luce e la mamma la obbliga a chiamarlo Michele, dato che è un maschio. La madre di Nelly e la madre di Andrea muoiono di influenza spagnola. Finita la guerra Andrea ritorna a casa e sposa Nelly. Ritorna anche Alfredo che ha delle noie con i fascisti che gli tolgono la licenza di caccia per un anno. Una domenica, riavuta la licenza, Alfredo va a caccia di allodole e incontra un ragazzo, Michele Gazzarri, suo figlio e, dopo averlo guardato con attenzione, gli sorride e gli chiede se da grande andrà a caccia. Il ragazzo gli risponde di sì.
Alla fine della guerra Michele torna a vivere in paese e si sposa, mentre Nelly si sposa con Andrea il suo primo amore. Il libro si conclude con Alfredo che ripensa a cosa sarebbe successo se avesse inviato la lettera a Nelly.

## Personaggi
- Nelly: protagonista adolescente, appartenente a una famiglia di medi proprietari terrieri, di carattere debole e spesso ingenuo. Prova dei sentimenti contrastanti nei confronti di Alfredo ma cede al suo corteggiamento e rimane incinta e visto il completo disinteresse di Alfredo, sposa il suo precedente amore Andrea, reduce di guerra.

- Alfredo: a causa di un piccolo difetto cardiaco è impossibilitato ad andare in guerra, ma più avanti viene assegnato all’81º deposito. Ama cacciare in solitudine prede particolarmente difficili, è obbligato dalla madre a badare al loro negozio di filati quando lei è assente, ed è grazie a quel lavoro che conosce Nelly dato che spesso ci si recava su commissione della madre. È un donnaiolo e non ha alcuna intenzione di impegnarsi.

- Andrea: figlio dei mezzadri della famiglia di Nelly, nonostante il suo ceto sociale cattura l’attenzione della giovane Nelly, infatti il suo reclutamento provoca sgomento in lei. Terminata la guerra, i due si sposeranno alla fine della vicenda.

- Michele: cugino di Nelly, fisicamente poco attraente, molto caro ad Adele, tornato in paese in licenza dalla guerra, si approfitta della gentilezza di Nelly consumando un rapporto incestuoso. Al ritorno in guerra viene fatto prigioniero e solo in seguito liberato. Al termine della guerra si innamora e si sposa con un’altra donna.
- Adele: madre di Nelly, molto distaccata con la figlia, sembra più preoccupata della scomparsa di Michele, il nipote, piuttosto che del fatto che la figlia sia rimasta incinta. È una madre poco presente e non attenta ai sentimenti della figlia.
- Irene e Ivana: sorelle e uniche due amiche di Nelly. Sono le figlie dei proprietari del bar del paese nel quale si svolgono diversi dialoghi tra i vari personaggi. Da quando Nelly è incinta solo Ivana la appoggia e le sta vicino, racconta alla madre di Alfredo la situazione nella speranza che riesca a convincerlo a riconoscere suo figlio e aiutare Nelly.
- Remo: fratello di Irene e Ivana, ragazzo molto violento e sgarbato. Prima di andare in guerra importuna Nelly, ma senza alcuna conseguenza.
- Gino: amico di Alfredo, conosciuto all’81º deposito, luogo dove sono stati inviati per la guerra.
- Michele Gazzarri: figlio di Nelly

## Critica
Cassola traduce l’uniforme, immobile apatia di Alfredo, la freddezza quotidiana con cui si lascia vivere (e che nasconde forse, ripetiamo, disilluso e comunque accettato il presentimento di una morte giovane) nel continuo, labirinto girovagare delle sue cacce negli autonomi ritmi d’esistenza e pazienza abitudinaria e quasi maniacale dedicati solo agli appostamenti, ai passi delle quaglie, ai colpi di fucile contro le starne e le allodole. E poco importa se il labirinto di boschi, macchie, leccete, valloni, pendici, forre, burroncelli e frane, spiagge e litorali è sempre paesano, tra orizzonti noti percorribili magari in giornata, dalle parti di Bolgheri e nella brughiera intorno al forte di Bibbona, lungo le dune sabbiose di marina di Cecina e solo eccezionalmente sulla montagna di Cornata (piena di pernici “paradiso dei cacciatori”, a mille metri di altezza). Fuori dalle cadenze bozzettistiche e folkloricamente esornative, il paesaggio toscano ne Il cacciatore rappresenta la struttura portante, segna il registro stilistico del romanzo. I labirintici pezzi di natura, variati, spaziati a getto continuo sono essi a raccontare la vita di Alfredo, il cacciatore, quel suo virile e destituito destino di senza donna. E se confrontiamo le paginette de Il cacciatore di venticinque anni fa addietro col loro linguaggio ancora liricizzante (“immoto stagno della luna”, “squadrati deserti”, “nuda luce”, “area attonita”, “immoto chiarore del giorno”, “muta campagna”) possiamo misurare la distanza stilistica che separa dalla prosa de Il cacciatore 1964, depurata, essenzializzata pur nell’allargamento, nella dilatazione narrativa (Il cacciatore, Torino, Einaudi, 1964, pp.11 e 83). - Renato Bertacchini ne “Carlo Cassola, Introduzione e giuda allo studio dell’opera cassoliana Storia e Antologia della critica”
“Non era così anche la vita? Il caso, soltanto ne determinava il corso... Si disse che se il gorgo avesse portato via la cicca, quello sarebbe stato il loro ultimo incontro”. -Alfredo Bientinesi

## Edizioni
- Carlo Cassola, Il cacciatore, Collana Supercoralli, Torino, Einaudi, 1964.
- id., Il cacciatore, Collana Gli Oscar n.276, Mondadori, Milano, I ed. 1970-1976.
- id., Il cacciatore, Collana Nuovi Coralli n.174, Einaudi, Torino, I ed. 1977, ISBN 978-88-06-46953-5.
- id., Il cacciatore. Introduzione di Claudio Marabini, Collana n.585, BUR, Milano, I ed. 1985.
- id., Il cacciatore, Collana Oscar Scrittori moderni, Mondadori, Milano, I ed. maggio 2015, ISBN 978-88-04-65019-5.